# Lipani
Lipani (znanstveno ime Thymallus) je rod rib kostnic in edini rod v poddružini Thymallinae. Poseljuje vode zmernega in severnega pasu Evrope, Azije in Severne Amerike. Je ozko soroden z lososi. Živijo le v čistih, hitro tekočih, s kisikom bogatih vodotokih, kjer je temperatura vode nizka. Po tej ribji družini se imenuje tudi lipanski vodni pas, ki se začne takoj po postrvjem pasu. 
Podobno kot za postrvi, je za njih značilna tolsta plavut, ki se nahaja med hrbtno in repno plavutjo. Od postrvi pa se ločijo po visoki hrbtni plavuti, majhnih, podstojnih ustih ter velikih, v ravne vrste poravnanih luskah. Lipani gospodarsko niso tako zanimivi kot postrvi, zato jih po svetu ne gojijo tako množično. Zaskrbljujoč je le upad lipanske populacije zaradi onesnaženosti, ki to družino še posebej hitro prizadane.

## Vrste
Glede na FishBase je v tem rodu 14 vrst. Vendar se mnenja o njihovi taksonomski razvrstitvi razlikujejo.
- Thymallus arcticus (Pallas, 1776) - arktični lipan
- Thymallus baicalensis Dybowski, 1874 - bajkalski črni lipan
- Thymallus brevipinnis Svetovidov (ru), 1931 - Baikal white grayling
- Thymallus brevirostris Kessler, 1879 - mongolski lipan
- Thymallus burejensis Antonov, 2004  - burejski lipan
- Thymallus flavomaculatus Knizhin, Antonov & Weiss, 2006 -  rumenopegasti lipan
- Thymallus grubii Dybowski, 1869 - amurski lipan
- Thymallus mertensii Valenciennes, 1848 - kamčatski lipan
- Thymallus nigrescens Dorogostaisky, 1923 - kosogolski lipan
- Thymallus pallasii Valenciennes, 1848  - vzhodnosibirski lipan
- Thymallus svetovidovi Knizhin & Weiss, 2009 - zgornjejenisejski lipan
- Thymallus thymallus (Linnaeus, 1758) - evropski lipan (tipska vrsta)
- Thymallus tugarinae Knizhin, Antonov, Safronov & Weiss, 2007 - Lspodnjeamurski lipan
- Thymallus yaluensis T. Mori, 1928 - jalutski lipan

Sodobni pregledi in Catalog of Fishesvključujejo še dodatne vrste, kot sta Thymallus nikolskyi Kaschenko, 1899, Thymallus baicalolenensis Matveyev et al., 2005 and Thymallus ligericus Persat et al, 2019. Že nekaj časa poteka razprava glede o razliki med bajkalskim črnim in belim lipanom, T. baicalensis in T. brevipinnis. Sodobne raziskave kažejo, da ti dve obliki nista ločeni vrsti, temveč predstavljata različni ekološki obliki vrste T. baicalensis.